# Wedge Tomb von Greenwood

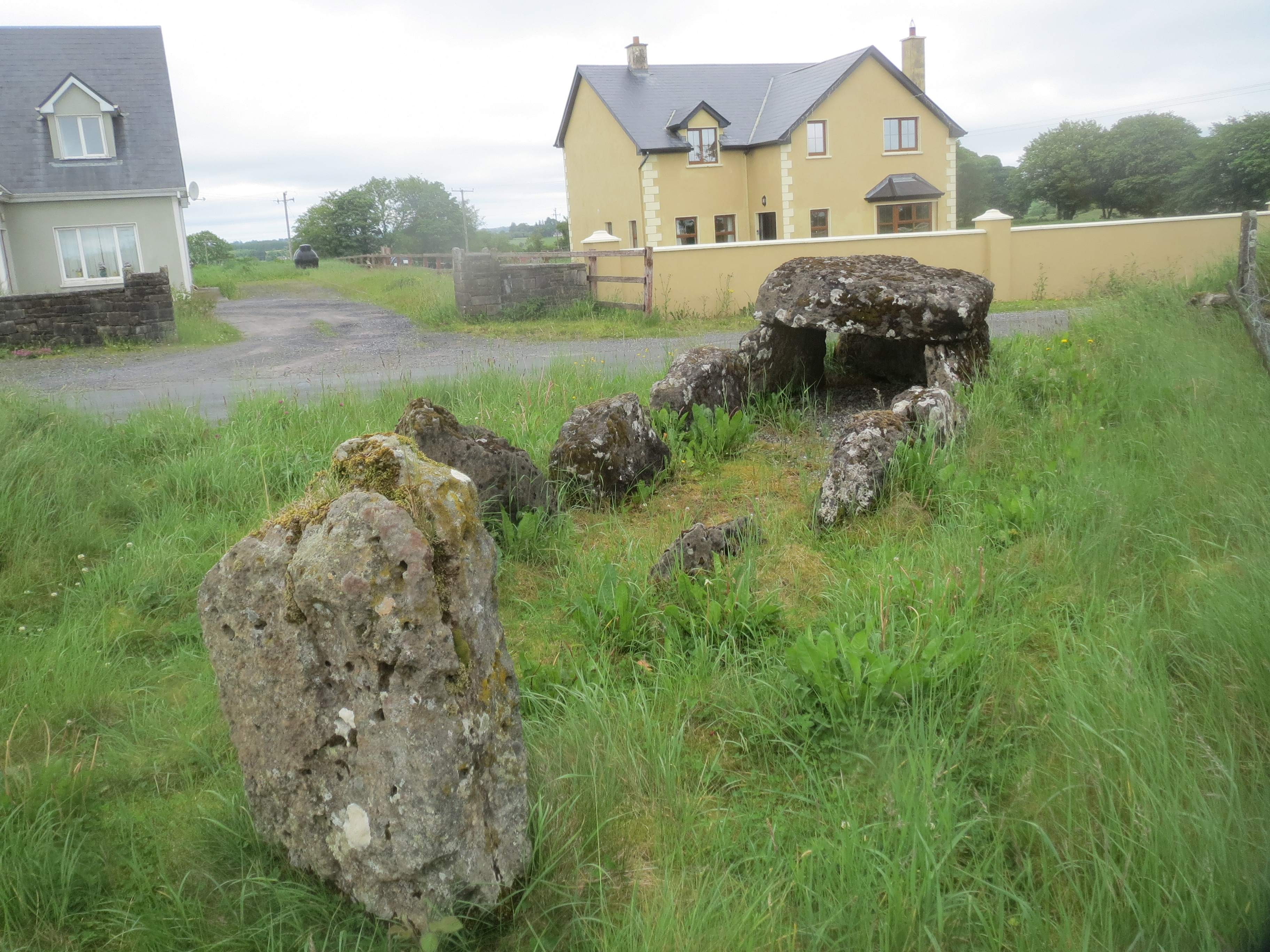
Greenwood Wedge Tomb

Das Wedge Tomb von Greenwood (englisch) ist ein Nordost-Südwest orientiertes keilförmiges Dolmengrab, auf der OS-Karte als „Dermot & Grania’s Bed“ markiert, und liegt im gleichnamigen Townland (irisch An Choillidh Liath) gegenüber einer Häuserreihe nördlich des Bekan Lough, westlich von Ballyhaunis (irisch Béal Átha hAmhnais), an der Straße R323 im County Mayo in Irland. 
Wedge Tombs (deutsch „Keilgräber“), früher auch „wedge-shaped gallery grave“ genannt, sind doppelwandige, ganglose, mehrheitlich ungegliederte Megalithbauten der späten Jungsteinzeit und der frühen Bronzezeit. 
Die etwa 5,0 m lange Galerie wird auf beiden Seiten von vier aufrechten Orthostaten gebildet, die zur 2,3 m langen und 0,8 m breiten Kammer führen, die von dem 1,7 m langen, 1,45 m breiten und 0,3 m dicken Deckstein bedeckt ist. Der Endstein befindet sich in situ. Der Zugang zum Wedge Tomb liegt im Süden und wird durch einen aufrechten Fassadenstein markiert.